# سبك دقيق

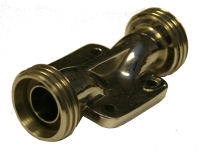
صمام منتج وفق أسلوب السبك الدقيق

السبك الدقيق  هي عملية صناعبة تعتمد على أسلوب السبك بالشمع الضائع، وهو واحد من أقدم الأساليب المستخدمة في تشكيل الأغراض المعدنية؛ ويستخدم في سبك الأغراض الصغيرة بدقة عالية.
يعتمد المبدأ في غمس الغرض المراد تصميم مشابه له في وسط مصهور قابل للتجمد مثل الشمع، بحيث يغلف بالكامل، ثم تصب مصهور المادة المراد تصنيعها في القالب، بجيث يحصل على سبك مرتفع الدقة. يعاد في النهاية تدوير الشمع المستخدم.